# Воронки (платформа)
Воро́нки — железнодорожная платформа Башкирского региона Куйбышевской железной дороги. Находится в черте города Уфы, ближайший остановочный пункт на историческом ходу Транссиба по направлению к Уфе.
Осуществляется пригородное сообщение, грузовые и пассажирские операции не производятся.
К платформе примыкает внутригородской посёлок Разъезд Воронки.
Названа из-за нахождения в район расположения карстовых структур
Во время эвакуации в Уфу здесь проводил исследования В. П. Флоренский